# Eagle Air Iceland
Eagle Air Iceland is een IJslandse luchtvaartmaatschappij met haar hoofdkantoor op de luchthaven van Reykjavik. De luchtvaartmaatschappij voert zowel binnenlandse als chartervluchten uit. Hiernaast organiseert Eagle Air Iceland ook avontuurlijke tours.

## Geschiedenis
Eagle Air Iceland werd opgericht in 1970 door Hörður Guðmundsson en zijn familie. In het begin focuste de luchtvaartmaatschappij zich op ambulancevluchten. Daarnaast voerde ze ook binnenlandse vluchten uit.
In het begin van de jaren 80 begon Eagle Air Iceland met het uitvoeren van internationale vluchten.
In het begin van de jaren 90 begonnen ze met het uitvoeren van vluchten naar Mozambique, Kenia, Soedan en Angola voor het Internationale Rode Kruis.
In 2003 werd het bedrijf gereorganiseerd en focuste zich terug op toeristische diensten en transport- en ambulancevluchten.